# Aremorica

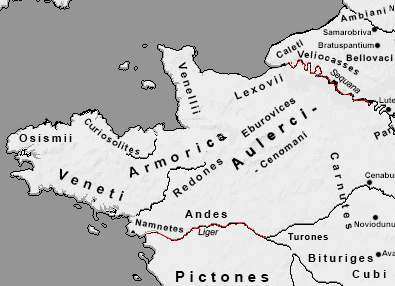
Armorica. Die Flüsse Loire (im Süden) und Seine (im Norden) sind rot markiert.

Aremorica (auch Armorica, von keltisch are mori, „vor dem Meer“) war in der Antike eine geographische Bezeichnung für die nordwestliche Küste des heutigen Frankreichs zwischen den Flüssen Sequana (Seine) und Liger (Loire), also die heutigen Landschaften Normandie und Bretagne. Die Region war ab der Eisenzeit bis zur Eroberung durch das Römische Reich das Siedlungsgebiet gallischer Stämme wie der Aulerci, Curiosoliten, Eburoviken, Lexovier, Namneten, Osismier, Redonen, Veneter und Veneller und wurde dann in der gallorömischen Zeit zuerst als Teil der römischen Provinz Gallien und später als Teil der Provinz Gallia Lugdunensis verwaltet.

## Erste Nennung bei Caesar
Aremorica wird vom römischen Feldherrn und Autor Gaius Iulius Caesar erstmals schriftlich erwähnt. Im fünften Buch seines Berichts über seine Kriege in Gallien, der Commentarii de bello Gallico, nennt er diesen Namen für eine Gruppe von gallischen Stämmen. Das Buch beschreibt die Ereignisse des Jahres 54 v. Chr. Obwohl Caesar schon zuvor in den Jahren 57 v. Chr. und 56 v. Chr. im Krieg mit den Venetern zu Wasser und zu Lande mit den Seevölkern dieses Gebietes zusammengestoßen war, erwähnt er erst hier den gemeinsamen Namen Aremorica. Im siebten Buch, in welchem Caesar den Krieg gegen Vercingetorix im Jahr 52 v. Chr. beschreibt, geht er näher auf die armorikanischen Bewohner der Küstengebiete ein. Als Völker dieser Gegenden nennt er: 

„… universis civitatibus, quae Oceanum attingunt quaeque eorum consuetudine Armoricae appellantur, quo sunt in numero Curiosolites, Redones, Ambibarii, Caletes, Osismi, Veneti, Lemovices, Venelli.“

 Zu diesen werden von Caesar auch noch die Aulerci und die Lexovii gezählt.

## Weitere schriftliche Urquellen

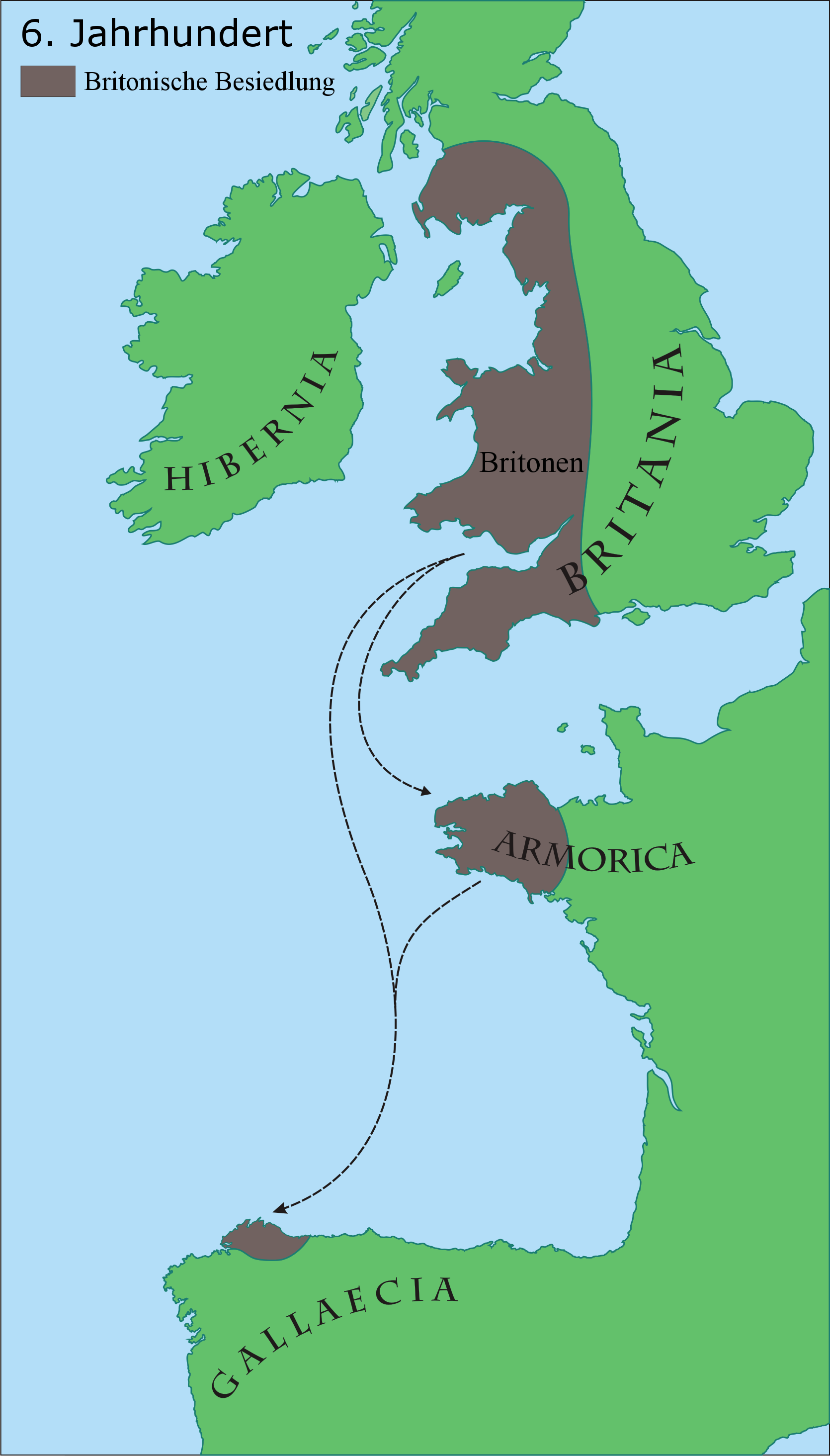
Britonische Besiedlung im 6. Jahrhundert.

Plinius der Ältere behauptet, Aremorica sei nur ein älterer Name für Aquitanien („Aquitanica, Aremorica antea dicta“: Plinius, Naturalis historia 4,17,105). Er hält sich damit an die ursprüngliche sprachliche Bedeutung des Wortes Aremorica, das geographisch die Küstengegend Galliens mit den dort angesiedelten Völkern, aber kein bestimmtes, abgegrenztes Land beschreibt. Dennoch wurde von den meisten römischen Geschichtsschreibern nur der Abschnitt nördlich von Aquitanien, zwischen der Loire und der Seine, als Ar(e)morica bezeichnet. Wie weit sich der Landstrich von der Küste ins Landesinnere erstreckt, ist nicht genau festgelegt. So werden verschiedene Völkerschaften, die Plinius als Bewohner der Provinz Gallia Lugdunensis aufzählt, von Historikern fallweise zu den Einwohnern Armoricas gezählt. Die Provinz Gallia Lugdunensis reichte im Norden etwas über die Seine hinaus und umfasste auch Teile südlich der Loire. Neben den von Caesar her bekannten Veneti, Curiosolites, Redones und Osismi, die die Halbinsel der heutigen Bretagne bewohnten, erwähnt Plinius auch die Namnetes aus der Gegend des heutigen Nantes.
Im späten 4. Jahrhundert gehörten die befestigten Städte und Kastelle an der Küste zum Limes der sog. Sachsenküste, dessen Besatzungen laut der Notitia dignitatum unter dem Befehl eines Dux tractus Armoricani et Nervicani standen.

## Bretagne
Nach Abzug der römischen Armee zu Anfang des 5. Jahrhunderts, unter Kaiser Flavius Honorius, vertrieben die dort lebenden keltischen Völker laut dem griechischen Chronisten Zosimus um 400 die römischen Verwaltungsbeamten, erklärten sich für unabhängig und lebten fortan nach ihren eigenen Gesetzen – wie die Barbaren. Die aremorischen Häuptlinge und Städte schlossen danach einen Bund zum Schutz gegen die Überfälle von Festlandgermanen und Angelsachsen. Germanus von Auxerre reiste 437 an den kaiserlichen Hof in Ravenna, um Nachsicht für die Bewohner von Aremorica zu erlangen. Der einflussreiche römische Heermeister Aëtius hatte alanische Truppen zu einer Strafexpedition gegen die dortigen Bagauden entsandt, die sich unter Führung eines gewissen Tibatto erhoben hatten. Das oben erwähnte Waffenbündnis hielt bis zur Eroberung des Landes durch den merowingischen König Chlodwig I. um 500. Bald darauf wanderten viele von den Angelsachsen verdrängte britonische Kelten ein und infolgedessen erhielt das Land den Namen Bretagne.

## Trivia
Aremorica und die Gallier sind in der neueren Zeit durch die Asterix-Comics von Albert Uderzo und René Goscinny einem breiteren Publikum bekannt geworden. In jedem Band wird zu Beginn eine Karte der Gegend gezeigt, in der das kleine gallische Heimatdorf von Asterix und Obelix liegt. Dieses Küstenland wird Aremorica genannt. Ab dem ersten Band Asterix der Gallier wird Aremorica auch immer wieder im Inhalt der Bände erwähnt.